# 纹胸织雀
（学名：[Ploceus manyar] 错误：{{Lang}}：文本有斜体标记（帮助）），是雀形目织雀科的一种鸟类。

## 特征
纹胸织雀体重约17.4克，翼长约67.8毫米，嘴峰长约16.8毫米，喙宽度约7.1毫米，喙厚度约9.2毫米，跗蹠长约20.1毫米，尾长约43.5毫米。纹胸织雀在其分布区内为留鸟，其栖息在半开放的灌木丛中，食性为草食性，主要食物来源是植物的干果或种子。

## 亚种
- [P. m. flaviceps] 错误：{{Lang}}：文本有斜体标记（帮助）：分布于巴基斯坦东部的低地至印度西部和斯里兰卡。
- [P. m. peguensis] 错误：{{Lang}}：文本有斜体标记（帮助）：分布于印度东北部（阿萨姆邦）至孟加拉国和缅甸北部。
- [P. m. williamsoni] 错误：{{Lang}}：文本有斜体标记（帮助）：分布于中国西南部（云南）至泰国和越南。
- [P. m. manyar] 错误：{{Lang}}：文本有斜体标记（帮助）：分布于爪哇岛、巴厘岛和巴韦安岛。[4]